# ニック・トンプキンズ
ニック・トンプキンズ（Nick Tompkins、1995年2月16日 - ）は、プレミアシップサラセンズに所属するラグビー選手。

## プロフィール
- イングランド・シドカップ（英語版）出身[1]。
- ポジションはセンター(CTB)。
- 身長 181cm、体重 94kg
- U20イングランド代表に選ばれたことがある[2]。
- ウェールズ代表キャップは18(2022年2月現在)。

## 略歴
サラセンズ、ドラゴンズを経て、2021年、サラセンズに復帰。